# Wataniya Telecom
Ooredoo, anciennement Wataniya Telecom, est une entreprise koweïtienne de télécommunications faisant partie de l'indice S&P/IFCG Extended Frontier 150.

## Historique
Ooredoo Telecommunications Company est créée le 12 octobre 1997 et démarre ses opérations commerciales en 1999, devenant ainsi la deuxième société à fournir des services de téléphonie mobile au Koweït. Le nom de l'entreprise est auparavant Wataniya Telecommunications Company et est changé en son nom actuel le 23 mai 2014. L'objectif de ce nom est d'en faire une entreprise internationale. En mars 2007, KIPCO (en) vend sa participation dans la société à Qatar Telecom pour 967 millions KWD (4 600 KWD par action).